# Ursula Kriebaum
Ursula Kriebaum (* 5. August 1971 in Wien) ist eine österreichische Rechtswissenschafterin.

## Leben
Von 1989 bis 1992 studierte sie technische Mathematik in Wien und von 1989 bis 1994 Rechtswissenschaften in Dijon und Wien (1999 Promotion zur Doktorin der Rechtswissenschaften). Nach der Verleihung 2008 der Venia docendi für Völkerrecht durch die rechtswissenschaftliche Fakultät der Universität Wien ist sie seit 2011 Professorin (gemäß § 99 Abs. 3 UG 2002) für Völkerrecht am Institut für Europarecht, Internationales Recht und Rechtsvergleichung an der Universität Wien. 2024 war sie in der engeren Auswahl für die Nachfolge von Gabriele Kucsko-Stadlmayer als österreichische Richterin am Europäischen Gerichtshof für Menschenrechte; gewählt wurde letztlich aber András Jakab.
Ihre Forschungsschwerpunkte sind internationaler Menschenrechtsschutz, internationales Investitionsrecht, Enteignung im Völkerrecht, internationale Investitionsschiedsgerichtsbarkeit, Umsetzung internationaler menschenrechtlicher Verpflichtungen in das innerstaatliche Recht und Restitution von während des nationalsozialistischen Regimes entzogenen Vermögenswerten.
2001 wurde Kriebaum mit dem Goldenen Verdienstzeichen der Republik Österreich ausgezeichnet.

## Schriften (Auswahl)
- Folterprävention in Europa. Die Europäische Konvention zur Verhütung von Folter und unmenschlicher oder erniedrigender Behandlung oder Bestrafung. Wien 2000, ISBN 3-7046-1553-6.
- Eigentumsschutz im Völkerrecht. Eine vergleichende Untersuchung zum internationalen Investitionsrecht sowie zum Menschenrechtsschutz. Berlin 2008, ISBN 3-211-24487-5.
- mit Andrea Bockley und August Reinisch (Hrsg.): Nichtstaatliche Akteure und Interventionsverbot. Beiträge zum 39. Österreichischen Völkerrechtstag 2014 in Klosterneuburg. Wien 2015, ISBN 3-631-65649-1.
- mit Gabriele Kucsko-Stadlmayer (Hrsg.): Asian Ombudsman institutions. A comparative legal analysis. Handbook. Wien 2016, ISBN 3-7046-7590-3.